# Tegal Sari (Natal)
Tegal Sari is een bestuurslaag in het regentschap Mandailing Natal van de provincie Noord-Sumatra, Indonesië. Tegal Sari telt 1254 inwoners (volkstelling 2010).